# اونوره شامپیون
اونوره شامپیون (انگلیسی: Honoré Champion; ۱۳ ژانویهٔ ۱۸۴۶ – ۸ آوریل ۱۹۱۳) نویسنده و ناشر کتاب اهل فرانسه بود.
مقبره وی در گورستان مون‌پارناس، پاریس است.

## آثار
- Military directories in the 18th century, notes of a soldier, Paris, Éditions Honoré Champion , 1881.
- My old quarter, Éditions Grasset , Paris, 1932.